# Opération Ore
L'opération Ore (en anglais Operation Ore) était une opération de la police britannique qui a commencé en 1999 à la suite d'informations reçues des forces de l'ordre américaines, et qui visait à poursuivre des milliers d'utilisateurs d'un site Web présentant de la pornographie juvénile. Il s'agissait à l'époque de la plus grande enquête sur un crime informatique jamais menée au Royaume-Uni, conduisant à l'identification de 7 250 suspects. Au cours de l'enquête, 4 283 maisons ont été perquisitionnées, 3 744 arrestations ont été réalisées, menant à 1 848 inculpations, 1 451 condamnations, 493 avertissements et 140 enfants retirés de situations suspectes de danger et environ 33 suicides liés à l'affaire ont été recensés. L'opération Ore a identifié et poursuivi certains délinquants sexuels, mais la validité des procédures policières a ensuite été remise en question, car des erreurs dans les enquêtes ont entraîné de nombreuses arrestations non fondées.
L'opération Ore a connu son équivalent aux États-Unis, avec l'opération Avalanche ; aux États-Unis, 100 personnes ont été inculpées sur les 35 000 enregistrements disponibles. Au total, 390 000 personnes dans plus de 60 pays ont eu accès à du matériel dans le cadre des enquêtes combinées.

## Enquête américaine
Entre 1999 et 2001, après une dénonciation, une enquête américaine a été menée sur Landslide Productions Inc., un portail de pornographie en ligne basé au Texas et exploité par Thomas et Janice Reedy. Il s'est avéré que le portail avait donné accès à de la pédopornographie et les Reedy ont tous deux été reconnus coupables de trafic de pédopornographie en août 2001.
À la suite de l'enquête et de la condamnation, « l'opération Avalanche » a été lancée, aux États-Unis, pour retrouver et poursuivre les utilisateurs de pornographie juvénile identifiés dans la base de données Landslide. En outre, le site Web a été géré pendant une courte période dans le cadre d'une opération d'infiltration menée par le FBI pour capturer de nouveaux suspects. Le FBI a également transmis les identités de la base de données aux organisations policières d'autres pays, dont 7 272 noms au Royaume-Uni.

## Opération Ore
En mai 2002, l'opération Ore a été mise en œuvre au Royaume-Uni pour enquêter et poursuivre les utilisateurs du site dont les noms ont été fournis par le FBI. Selon Rebecca Smithers du Guardian, les personnes faisant l'objet d'une enquête comprenaient des ministres du gouvernement, des députés et des juges.
L'accusation de possession de pornographie juvénile a été utilisée lorsque des preuves ont été trouvées, et l'accusation moindre d'incitation a été utilisée dans les cas où les détails d'un utilisateur figuraient dans la base de données Landslide, mais pour lesquels aucune image n'a été trouvée sur l'ordinateur du suspect ou à son domicile. En raison du nombre de noms sur la liste du FBI, l'ampleur de l'enquête au Royaume-Uni était très importante pour la police, qui a fait appel au gouvernement pour un financement d'urgence dans le cadre de cette affaire. Plusieurs millions de livres ont été dépensés dans les enquêtes, et les plaintes et controverses se sont multipliées, notamment par le fait que d'autres enquêtes ont été mises en danger en raison du détournement des ressources des unités de protection de l'enfance dans l'affaire.
Les informations de la liste de noms d'Operation Ore ont été divulguées à la presse au début de l'année 2003. Après avoir obtenu la liste, le Sunday Times a déclaré qu'elle contenait les noms d'un certain nombre d'individus éminents, dont certains ont ensuite été publiés par la presse. Le Sunday Times a rapporté que la liste comprenait au moins vingt cadres supérieurs, une enseignante principale d'une école publique de filles, du personnel de bases militaires, des médecins généralistes, des universitaires et des fonctionnaires, un célèbre chroniqueur de journal, un auteur-compositeur d'un groupe de pop, un membre d'un groupe pop culte des années 1980, et fonctionnaire de l'Église d'Angleterre. Une enquête a été lancée pour retrouver l'origine de la fuite, et la police s'est plainte que l'avertissement préalable permettrait d'aider les présumés pédophiles. Un policier aurait perdu son emploi pour avoir divulgué les noms.

## Controverses

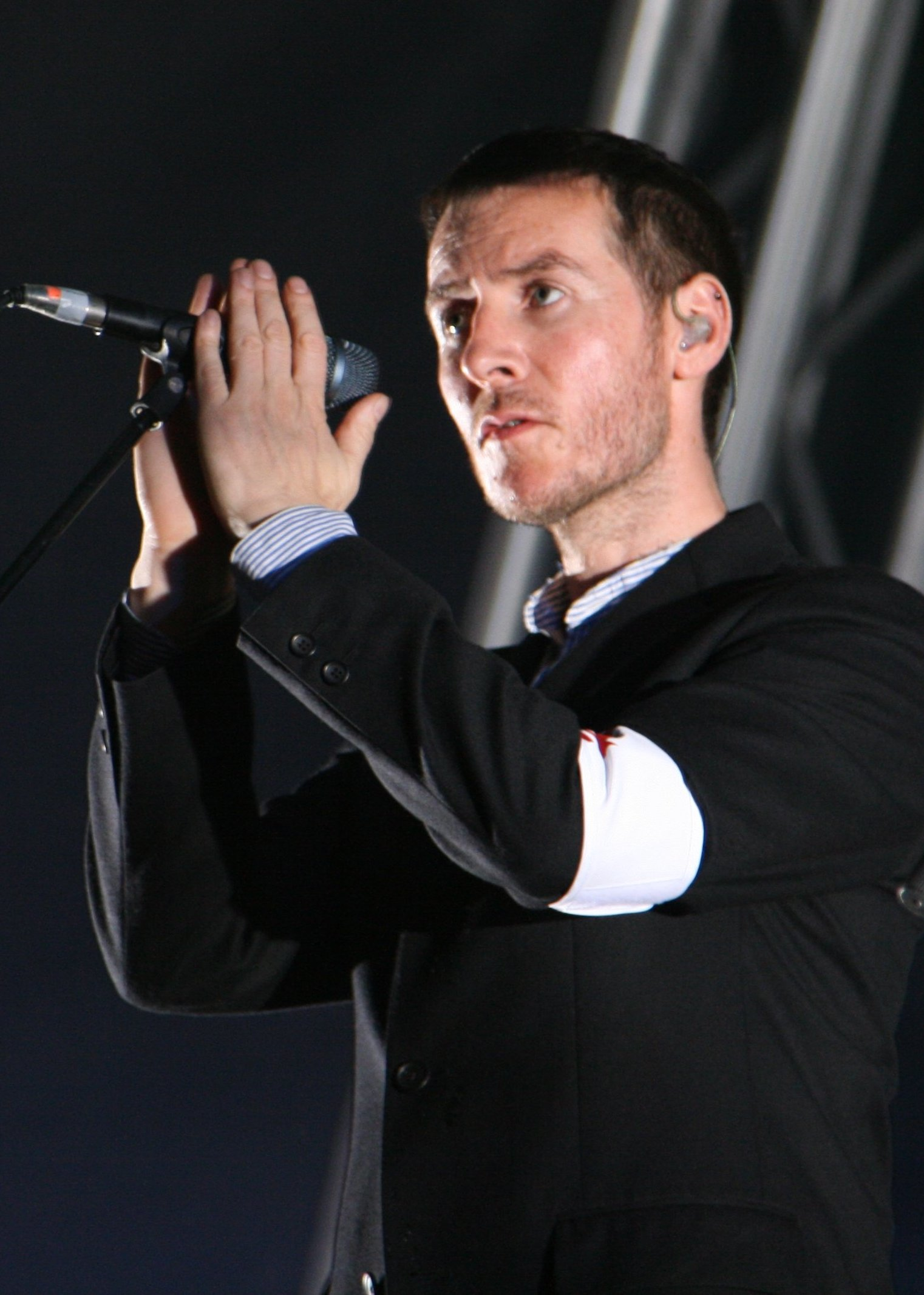
Robert Del Naja a été faussement accusé dans le cadre de l'Opération Ore.

Après 2003, l'opération Ore a fait l'objet d'un examen plus attentif, les forces de police britanniques étant critiquées pour leur gestion de l'opération. La critique la plus courante était qu'ils n'avaient pas réussi à déterminer si les propriétaires de cartes de crédit dans la base de données de Landslide avaient effectivement accédé à des sites contenant de la pornographie juvénile, contrairement aux États-Unis où il était déterminé à l'avance si les abonnés à la carte de crédit avaient acheté ou non de la pornographie juvénile. Le journaliste d'investigation Duncan Campbell a exposé ces failles dans une série d'articles en 2005 et 2007.
De nombreuses accusations de personnes qui aurait été détectées sur les sites affiliés à Landslide ont été portées alors que des informations recueillies dans le cadre de l'enquête pointaient vers des cartes de crédit volées, et la police a arrêté les vrais propriétaires des cartes de crédit, et non les usurpateurs. Lorsque la police a vérifié ces éléments, sept ans après le début de l'opération Ore, elle a trouvé 54 348 occurrences d'informations de carte de crédit volées dans la base de données. La police britannique a omis de fournir ces informations aux accusés et, dans certains cas, a laissé entendre qu'elle avait vérifié et n'avait trouvé aucune preuve de fraude par carte de crédit alors qu'une telle vérification n'avait pas été effectuée. En raison de la nature des accusations, les enfants ont été immédiatement retirés des foyers. Au cours des deux années qu'il a fallu à la police pour déterminer que des milliers de personnes avaient été faussement accusées, plus de 100 enfants avaient été retirés de leurs foyers et privés de leurs pères. Les arrestations ont également conduit à environ 33 suicides en 2007.
Un homme a été inculpé alors que la seule image « suspecte » en sa possession était celle de l'actrice Melissa Ashley, jeune mais adulte. Robert Del Naja de Massive Attack (plus tard innocenté) et le guitariste des Who, Pete Townshend, ont été arrêtés par la police après avoir reconnu un accès par carte de crédit au site Web Landslide. Duncan Campbell a déclaré plus tard dans le magazine PC Pro que leurs frais de carte de crédit et leurs adresses IP avaient été retracés via le site Landslide, et que les deux célébrités avaient accédé à des sites qui n'avaient rien à voir avec la pornographie enfantine. L'acteur et écrivain Chris Langham faisait partie des personnes condamnées.
Des enquêteurs indépendants ont ensuite obtenu à la fois les enregistrements de la base de données et la vidéo du raid à la suite du démantèlement du site pédopornographique. Lorsque des informations non concordantes ont été présentées devant un tribunal britannique, Michael Mead du United States Postal Service a contredit son témoignage sous serment concernant plusieurs détails relatifs à l'enquête. À la suite des erreurs révélées dans les affaires, certaines personnes arrêtées lors de l'opération Ore ont intenté une action collective en justice en 2006 contre les détectives à l'origine de l'opération Ore.
Après la parution des articles de Campbell, l'expert informatique indépendant Jim Bates qui a analysé les disques durs a été inculpé et reconnu coupable de quatre chefs d'accusation de fausses déclarations et d'un chef de parjure concernant ses qualifications et interdit de comparaître en tant que témoin expert. Jim Bates a ensuite été arrêté pour possession d'images indécentes lors de ses enquêtes sur l'opération Ore. La perquisition au domicile de Jim Bates a été jugée illégale, car la police avait demandé le mandat de perquisition en utilisant la mauvaise section de PACE et n'a pu examiner aucun des documents saisis dans sa maison.
Le 6 décembre 2010, de hauts juges de la Cour d'appel ont rejeté l'appel d'Anthony O'Shea, déclarant qu'ils étaient « entièrement convaincus que l'appelant avait été condamné à juste titre ». Le jugement indique en ce qui concerne les affirmations du plaignant concernant l'allégation selon laquelle son adresse IP avait été déguisée : « Ces suggestions sont fantaisistes à l'extrême. La théorie du plaignant (car ce n'est rien de plus) selon laquelle il [M. O'Shea] a été victime des machinations d'un webmaster frauduleux est, à notre avis, de la pure spéculation,. ». Jim Bates a été critiqué pour ses commentaires trompeurs lors de l'audience. L'appel avait été considéré comme une affaire historique, où le succès du plaignant aurait pu conduire à de nombreuses autres condamnations du fait de l'annulation de l'opération Ore.